# ان‌جی‌سی ۷۱۸۴
ان‌جی‌سی ۷۱۸۴ (انگلیسی: NGC 7184) یک کهکشان مارپیچی میله‌ای است که در صورت فلکی دلو در فاصله حدوداً ۱۰۰ میلیون سال نوری از زمین قرار دارد، که با توجه به ابعاد ظاهری آن، به این معنی است که NGC 7184 حدود ۱۷۵۰۰۰ سال نوری وسعت دارد.  در ۲۸ اکتبر ۱۷۸۳ توسط ویلیام هرشل کشف شد.